# استقلال فنلاند

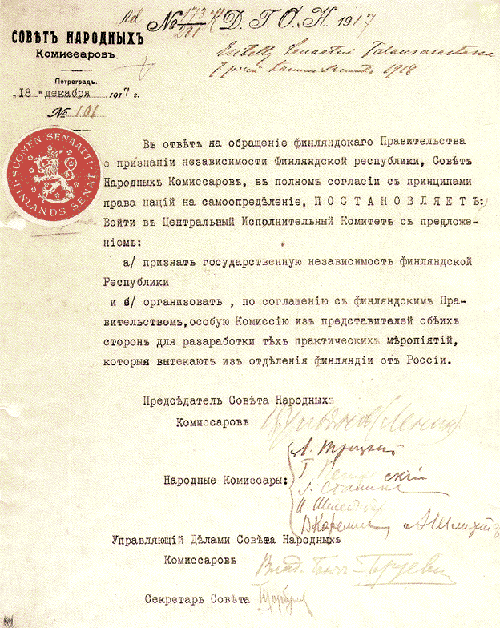
تصمیم شورای کمیسرهای خلق برای به رسمیت شناختن استقلال فنلاند، به امضای ولادیمیر لنین، لئون تروتسکی، گریگوری پتروفسکی، ژوزف استالین، آیزاک اشتاینبرگ، ولادیمیر کارلین و الکساندر شلیچتر.

فنلاند در ۶ دسامبر ۱۹۱۷ استقلال خود را اعلام کرد. اعلامیه رسمی استقلال تنها بخشی از روند طولانی منتهی به استقلال فنلاند بود.

## پیشینه
انقلاب‌های فوریه و اکتبر در سال ۱۹۱۷ امید را در دوک‌نشین بزرگ فنلاند شعله‌ور ساخت. پس از کناره‌گیری تزار نیکلای دوم در ۲ مارس ۱۹۱۷، اتحادیه شخصی بین روسیه و فنلاند پایه قانونی خود را - حداقل طبق دیدگاه هلسینکی - از دست داد زیرا در نگاه روسیه، فنلاند هنوز بخشی از این کشور بود. مذاکرات بین دولت موقت روسیه و مقامات فنلاند آغاز شد.
پر اویند سوینهوفوود نخستین نخست‌وزیر فنلاند در ۲۷ نوامبر ۱۹۱۷ جلسه سنا را تشکیل داد. هدف این بود که هر چه زودتر فرایند استقلال اجرایی شود. اعلامیه استقلال از نظر فنی مقدمه‌ای از این پیشنهاد بود و قرار بود مورد موافقت پارلمان قرار گیرد. پارلمان این بیانیه را در ۶ دسامبر همین سال تصویب کرد.
استقلال فنلاند پس از آن توسط آلمان، سوئد و فرانسه در ۴ ژانویه ۱۹۱۸، توسط نروژ و دانمارک در ۱۰ ژانویه ۱۹۱۸ و توسط اتریش-مجارستان در ۱۳ ژانویه همین سال به رسمیت شناخته شد.

## نمادهای ملی
مجلس از بین چند پیشنهاد، پرچم آبی و سفید را انتخاب کرد که در ۲۸ مه ۱۹۱۸ بر فراز مجلس به اهتزاز درآمد نشان ملی فنلاند با یک شیر تاجدار در زمینه قرمز از زمان حکومت سوئد وجود داشته‌است.
انتخاب سرود ملی اما برای طبقات اجتماعی در فنلاند گرینه‌های متفاوتی بود. محافظه کاران آهنگ سرزمین ما اثر یوهان لودویگ رونبری را ترجیح می‌دادند، در حالی که طبقه کارگر در حال آواز خواندن " سرود ملی فرانسه " و " انترناسیونال " بود. پس از پیروزی گارد سفید در جنگ داخلی فنلاند، سرود سرزمین ما سرود ملی فنلاند انتخاب شد.

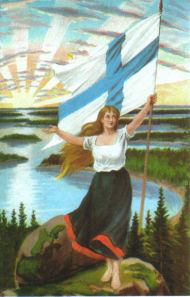
دوشیزه فنلاند و پرچم آبی و سفید

روز استقلال فنلاند ۶ دسامبر و جزو تعطیلات ملی اعلام و سرانجام لایحه جمهوری شدن فنلاند سال ۱۹۱۹ تصویب شد.